# Kateřina Neumannová
Kateřina Neumannová (Písek, 15 de febrero de 1973) es una deportista checa que compitió en esquí de fondo y ciclismo de montaña.
Participó en seis Juegos Olímpicos, entre los años Albertville 1992 y Turín 2006, obteniendo en total seis medallas: oro y plata en Turín 2006, dos platas en Salt Lake City 2002 y plata y bronce en Nagano 1998. Ganó cinco medallas en el Campeonato Mundial de Esquí Nórdico entre los años 1997 y 2007.
En ciclismo de montaña obtuvo una medalla de bronce en el Campeonato Europeo de Ciclismo de Montaña de 1995, en la prueba de campo a través.

## Palmarés internacional

### Esquí de fondo
| Juegos Olímpicos   | Juegos Olímpicos                | Juegos Olímpicos  | Juegos Olímpicos  |
| Año                | Lugar                           | Medalla           | Competición       |
| ------------------ | ------------------------------- | ----------------- | ----------------- |
| 1998               | Nagano (Japón)                  | Medalla de plata  | 5 km              |
| 1998               | Nagano (Japón)                  | Medalla de bronce | 15 km persecución |
| 2002               | Salt Lake City (Estados Unidos) | Medalla de plata  | 10 km persecución |
| 2002               | Salt Lake City (Estados Unidos) | Medalla de plata  | 15 km             |
| 2006               | Turín (Italia)                  | Medalla de oro    | 30 km             |
| 2006               | Turín (Italia)                  | Medalla de plata  | 15 km             |
| Campeonato Mundial |                                 |                   |                   |
| Año                | Lugar                           | Medalla           | Competición       |
| 1997               | Trondheim (Noruega)             | Medalla de bronce | 15 km             |
| 1999               | Ramsau (Austria)                | Medalla de bronce | 5 km              |
| 2005               | Oberstdorf (Alemania)           | Medalla de oro    | 10 km             |
| 2007               | Sapporo (Japón)                 | Medalla de oro    | 10 km             |
| 2007               | Sapporo (Japón)                 | Medalla de plata  | 15 km persecución |

### Ciclismo de montaña
| Campeonato Europeo | Campeonato Europeo                | Campeonato Europeo | Campeonato Europeo |
| Año                | Lugar                             | Medalla            | Competición        |
| ------------------ | --------------------------------- | ------------------ | ------------------ |
| 1995               | Špindlerův Mlýn (República Checa) | Medalla de bronce  | Campo a través     |